# 圣洛朗代维涅
圣洛朗德维涅（法語：Saint-Laurent-des-Vignes，法語發音：[sɛ̃ loʁɑ̃ de viɲ]）是法国多尔多涅省的一个市镇，位于该省西南部，属于贝尔热拉克区。

## 地理
圣洛朗德维涅（44°48'58"N, 0°27'17"E）面积8.08 平方千米，位于法国新阿基坦大区多爾多涅省，该省份为法国西南部内陆省份，是法國本土面积第三大的省，大致对应佩里戈尔地区，北起顺时针与夏朗德省、上维埃纳省、科雷兹省、洛特省、洛特-加龙省、吉倫特省和滨海夏朗德省接壤。
与圣洛朗德维涅接壤的市镇（或旧市镇、城区）包括：贝尔热拉克、蒙巴济亚克、蓬波尔、拉蒙齐耶圣马尔坦、普里贡里约。
圣洛朗德维涅的时区为UTC+01:00、UTC+02:00（夏令时）。

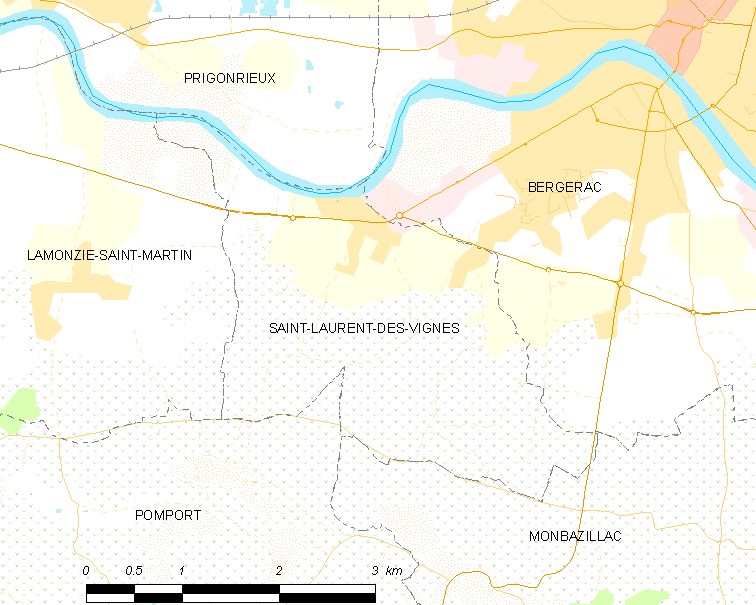
圣洛朗德维涅的OSM定位图

## 行政
圣洛朗德维涅的邮政编码为24100，INSEE市镇编码为24437。

## 政治
圣洛朗德维涅所属的省级选区为拉福尔斯地区县。

## 人口

1962-2008年间圣洛朗德维涅人口变化图示

圣洛朗德维涅于2022年1月1日时的人口数量为1028人。